# Norðfjarðargöng
Norðfjarðargöng je silniční jednotubusový dvoupruhový tunel na silnici č. 92 na východním pobřeží Islandu, který spojuje města Eskifjörður a Neskaupstaður. Délkou 7908 m je nejdelším silničním tunelem na Islandu.

## Historie
Města Eskifjörður a Neskaupstaður spojuje silnice č. 92 o délce 24 km, která vedla horským hřbetem  Ófeigsfjall  nadmořské výšky více než 1000 m. Silnice č. 92 stoupala do výše 600 m n. m. k tunelu Oddsskarð, který má délku 640 m a byl postaven v letech 1972–1977. V období od října do května byla údržba silnice velmi náročná a stávalo se, že byla několik dní až týdnů neprůjezdná. Jednopruhový tunel Oddsskarð svými parametry už neodpovídá současným požadavkům a pro občasné závaly neodpovídal bezpečnosti provozu. Tento úsek silnice byl nejvýše položenou celoročně užívanou silnicí na Islandu a jedinou přístupovou pozemní cestu do města Neskaupstaður.
V roce 2005 byla vypracována studie proveditelnosti tunelu Norðfjarðargöng, kterou zadala společnost Vegagerdin hf., islandský správce komunikací a investor projektu. Na základě studie vypracovala společnost Mannvit ehf. projektovou dokumentaci. Výstavba tunelu byla kvůli projektu Hédinsfjarðargöng a islandské bankovní krizi zahájena až v roce 2013. Ve výběrovém řízení byla vybrána česká stavební firma Metrostav ve spolupráci s místní firmou Suðurverk ehf. Metrostav zajišťoval vlastní ražbu tunelu a firma Suðurverk ehf. zajišťovala zařízení staveniště, přípravu portálových hloubených úseků, vystrojení tunelu technologií a výstavbu konečné vozovky. Stavba byla zahájena přípravnými pracemi v srpnu 2013 a vlastní ražba v listopadu 2013 a tunel byl proražen 17. září 2015. Dokončovací práce probíhaly do roku 2017. Slavnostní otevření tunelu proběhlo 11. listopadu 2017 za účasti islandského ministra dopravy Jóna Gunarsona, velvyslance České republiky v Norsku a Islandu Jaroslava Knota a představitelů jednotlivých organizací a firem.
Dne 1. listopadu 2021 se na vozovku prolomily kusy ze stropu tunelu, který musel být na dobu neurčitou uzavřen. Poté byl Oddsskarðsgöng znovu otevřen pro malá vozidla. Na konci března 2023 byl tunel dočasně uzavřen kvůli nebezpečí sněhové laviny.

## Popis
Jednotubusový tunel z celkové délky 7908 m byl ražen v délce 7566 m metodou Drill&Blast (navrtej a odstřel). Západní portál Eskifjördur se nachází ve výšce 16,5 m n. m. a od něj bylo dovrchně vyraženo 4540 m ve sklonu 3 %. Východní portál Neskaupstadur se nachází v nadmořské výšce 133 m n. m. a od něj bylo dovrchně vyraženo 3026 m ve stoupání 3 % a 1,5 %. Celá trasa je vedena v oblouku o poloměru 12 000 m a v prostoru portálů v obloucích o poloměru 700 m. První vrstva ostění byla provedena ze svorníkové výztuže a stříkaného betonu v tloušťce 40–60 mm. Konečné ostění tvořila opět vrstva stříkaného betonu o tloušťce 40–160 mm a další dodatečné svorníkové výztuže. V případě výskytu tufových vrstev o mocnosti 2–2,5 m se jako součást primárního ostění mohlo použít příhradových ocelových rámů ve spojení s kari sítěmi, radiální svorníkovou výztuží a stříkaným betonem. Po ukončení ražby byly provedeny betonáže ve hloubených částech u portálů v celkové délce 342 m. Délka hloubených úseků odpovídá nutnosti zabezpečení proti sněhovým lavinám.

## Geologie
V místě souběhu divergentního deskového rozhraní na středoatlantském hřbetu a plášťového diapiru v severní části Atlantského oceánu leží ostrov Island. Východní pobřeží, které patří mezi nejstarší oblasti ostrova (střední miocén), je tvořeno terciérními bazaltovými formacemi. Ty zahrnují z 80 % tholeitické bazalty ve formě lávových proudů (čediče), které jsou silně tektonicky narušeny. V průběhu různě krátkých period narušení probíhala sedimentace vulkanoklastických hornin a zeminy, které vytvářely nesoudržné tufové (sedimentární) vrstvy o mocnostech od několika centimetrů do několika metrů. Obecné uložení vrstev bylo subhorizontální s inklinací 3–8 % postupně stoupající ze dna do přístropí díla při ražbách ze západního portálu a postupně klesající z východního portálu. Při ražbě byly zastiženy čedičové žíly (tzv. dike) o mocnosti 1–2 m výjimečně až 30 m. Tyto žíly obvykle vertikálně protínají horský masív a jejich okolí je značně narušené. Jejich výchozy na povrch usnadňují průnik povrchové vody do značných hloubek. Největší výška nadloží dosahuje 950 m.

## Data
- Počet tubusů: 1
- Počet silničních pruhů: 2
- Délka tunelu: 7 908 m
- Ražená část tunelu: 7566 m (4740 m od západního portálu, 2826 m od východního portálu)
- Hloubená část tunelu: 342 m (120 m u západního portálu, 222 m u východního portálu)
- Profil: 54,24 m², v místě bezpečnostních zálivů až 77,27 m² a z nich osm s boční rozrážkou s profilem 34,5 m²–53,4 m² pro umístění technologického vybavení
- Počet bezpečnostních zálivů: 14
- Nejvyšší nadloží: 900 m
- Celkový objem výrubu ražených částí: 443 873 m³
- Celkový objem hloubených částí: 96 700 m³
- Průjezdný profil: 4,8 × 6 m (v × š)
- Celková ražená šířka: 9,42 m
- Délka nových příjezdových komunikací 7 410 m